# Йохан Александер фон Каленберг
Йохан Александер фон Каленберг (на немски: Johann Alexander Graf von Callenberg; * 12 март 1697 в Мускау; † 13 февруари 1776 в Мускау) е граф на Каленберг.
Той е деветият син (от 16 деца) на Курт Райнике фон Каленберг (1651 – 1709) и съпругата му фрайн Урсула Регина Мария фон Фризен (1658 – 1714), дъщеря на фрайхер Хайнрих III фон Фризен (1610 – 1680) и Мария Маргарета фон Лютцелбург (1632 – 1689).

## Фамилия
Йохан Александер фон Каленберг се жени на 27 декември 1716 г. за графиня Хелена Мариана Шарлота фон Тенцзин (* 3 януари 1694; † 1740/1741). Бракът е бездетен.
Йохан Александер фон Каленберг се жени втори път на 3 октомври 1741 г. в Байхлинген за графиня Рахел Луиза Хенриета фон Вертерн-Байхлинген (* 22 март 1726, Дрезден; † 27 април 1753, Мускау), дъщеря на граф Георг фон Вертерн (1700 – 1768) и графиня Якобина Хенриета фон Флеминг (1709 – 1784). Те имат седем деца:
- Александер Георг Хартман фон Каленберг (* 30 септември 1742; † 1 февруари 1743)
- Херман Георг Александер Хайнрих фон Каленберг (* 8 февруари 1744, Мускау; † 4 май 1805, Мускау), фрайхер на Мускау, женен I. на 24 увгуст 1769 г. в Дрезден за Мари Хенриете Олимпе, комтесе де Ла Тоур ду Пин (* 11 октомври 1746; † 15 април 1771, Дрезден), II. на 25 април 1775 г. в Берлин за Мариана фон Оертцен, наследничка на Гелмитц (* 5 ноември 1746)
- Хенриета Луиза фон Каленберг (* 11 февруари 1745, Мускау; † 17 февруари 1799, Регенсбург), омъжена I. за Адолф Магнус Готхелф фон Хойм цу Гутеборн († 12 юли 1773), II. на 24 юни 1774 г. за граф Карл Кристиан фон Липе-Вайсенфелд (* 15 август 1740, Вайсенфелд; † 5 април 1808, Кличдорф)
- Урсула Якобеа Луиза фон Каленберг (* 8 септември 1746; † 19 февруари 1749)
- Курт Александер фон Каленберг (* 25 октомври 1747; † 18 февруари 1749)
- Курт Хайнрих фон Каленберг цу Айхелберг (* 8 април 1749; † 21 януари 1817, Дрезден), женен за Магдалена Шарлота Кристиана фон Басевитц (* 10 юни 1756)
- Урсула Маргарета Констанция Луиза фон Каленберг (* 23 август 1752; † 29 август 1803), омъжена за Вилхелм Кристоф фон Диде цум Фюрстенщайн († 1 декември 1807)

- Замък Каленберг (1654)
- Замъкът Каленберг при Варбург
- Гербът на графовете фон Каленберг